# Rosmarinus tomentosus
Rosmarinus tomentosus là một loài thực vật có hoa trong họ Hoa môi. Loài này được Hub.-Mor. & Maire miêu tả khoa học đầu tiên năm 1940.

## Hình ảnh

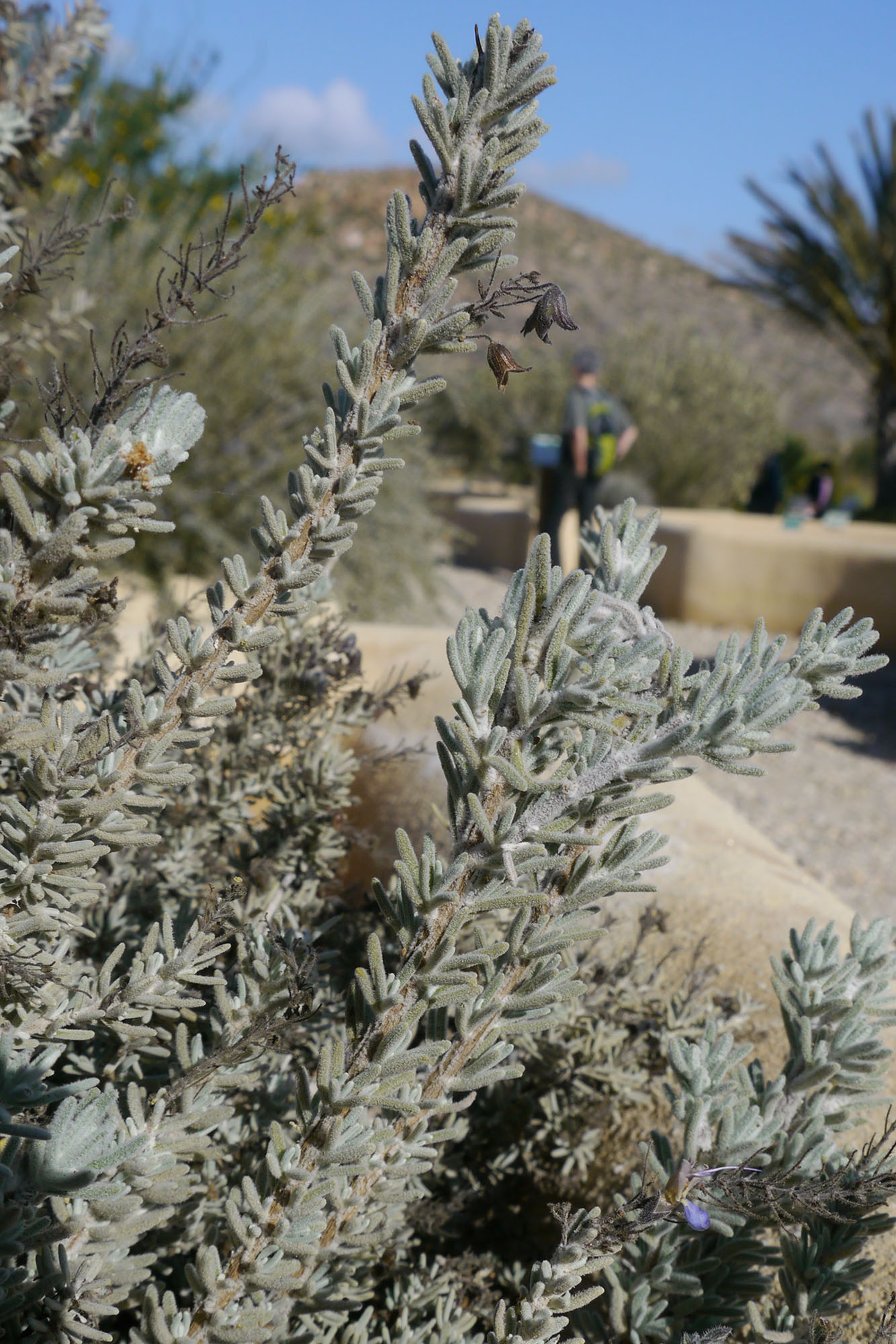